# Ommatius confusus
Ommatius confusus là một loài ruồi trong họ Asilidae. Ommatius confusus được Martin miêu tả năm 1964. Loài này phân bố ở vùng nhiệt đới châu Phi.